# Funeral of Love
Funeral of Love er bandet Nightlight's debutalbum. Albummet udkom den 9 marts 2009.
Albummet blev nomineret til en Danish Metal Awards for bedste debutalbum.
Albummet består af 12 numre, hvor bl.a. Anders Nielsen gæste optræder på keyboard.

## Original udgivelse
1. "C.U. Next Tuesday" – 4:52
2. "White Winter Black Brain" – 4:08
3. "Gothic Girl" – 4:08
4. "Funeral of Love" – 5:31
5. "Shotgun Wedding" – 4:25
6. "Loving the Dead" – 4:37
7. "Hollow Man" – 3:13
8. "Madness in the Moonlight" – 4:19
9. "Poison Beauty" – 3:33
10. "Zombies ‘n’ Shadow" – 3:55
11. "Days of Misery" – 4:43
12. "Rebel Yell" – 4:46

## Musikere
- Martin Steene – Vokal
- Nikolaj Ihlemann – Guitar
- Martin Slott – Guitar
- Martin Lund – Bas
- Hagel – Trommer
- Anders Nielsen – Keyboard[3]